# Colin Thubron
Colin Thubron (Londres, 14 de juny del 1939). És membre de la Royal Society of Literature des del 1969 i resideix a Londres. És autor de diferents clàssics de la literatura de viatges, com per exemple Entre russos (1986), on descriu un viatge que realitza en cotxe per la Rússia occidental durant l'era Brezhnev; Behind the Wall; El corazón perdido de Asia (1999), on narra els seus viatges per les noves repúbliques independents de l'Àsia central; i En Siberia (2000), la narració de viatges més recent. La seva obra narrativa inclou A Cruel Madness, Falling i Distance. És un col·laborador habitual de revistes i diaris com The Times, el suplement literari del The Times i The Spectator.